# Gamasomorpha subclathrata
Gamasomorpha subclathrata là một loài nhện trong họ Oonopidae.
Loài này thuộc chi Gamasomorpha. Gamasomorpha subclathrata được Eugène Simon miêu tả năm 1907.